# Tournoi de France (1988)
Das Tournoi de France (1988) (französisch für Turnier von Frankreich) war ein im Februar 1988 in Frankreich und Monaco ausgetragenes Fußballturnier. Am Wettbewerb nahmen vier Nationalmannschaften teil: Schweiz, Österreich, Marokko sowie als Gastgeber Frankreich.
Es war ein Turnier, das im K.O.-Modus ausgespielt wurde. Es fand innerhalb von drei Tagen in Toulouse und Monaco statt. 1997 fand erneut ein Turnier namens Tournoi de France statt, aber mit anderen Teilnehmern.

## Ergebnisse

### Halbfinale
|                                                          |   |            |     |
| 2. Februar 1988 in Toulouse                              |   |            |     |
| Marokko                                                  | – | Österreich | 3:1 |
| Tore: Ogris (32.), Lachabi (54.), El Gharef (56.), (63.) |   |            |     |
| 2. Februar 1988 in Toulouse                              |   |            |     |
| Frankreich                                               | – | Schweiz    | 2:1 |
| Tore: Passi (7.), Fargeon (9.), Sutter (19.)             |   |            |     |

### Spiel um den Dritten Platz
|                                                          |   |            |     |
| 5. Februar 1988 in Monaco                                |   |            |     |
| Schweiz                                                  | – | Österreich | 2:1 |
| Tore: Koller (25.), Geiger (48., Eigentor), Sutter (65.) |   |            |     |

### Finale
|                                                    |   |         |     |
| 5. Februar 1988 in Monaco                          |   |         |     |
| Frankreich                                         | – | Marokko | 2:1 |
| Tore: Lamriss (9., Eigentor), (34.,) Stopyra (49.) |   |         |     |

## Torschützen

### 2 Tore
- Moulay El Gharef
- Beat Sutter

### 1 Tor
- Andreas Ogris
- Philippe Fargeon
- Gérald Passi
- Yannick Stopyra
- Mohammed Lachabi
- Abdelmajid Lamriss
- Marcel Koller

### Eigentore
- Abdelmajid Lamriss (zugunsten Frankreichs)
- Alain Geiger (zugunsten Österreichs)